# Saint-Jean-le-Comtal
Pour les articles homonymes, voir Saint-Jean.
Saint-Jean-le-Comtal (Sent Joan lo Comdau en gascon) est une commune française située dans le sud du département du Gers en région Occitanie. Sur le plan historique et culturel, la commune est dans le pays d'Astarac, un territoire du sud gersois très vallonné, au sol argileux, qui longe le plateau de Lannemezan.
Exposée à un climat océanique altéré, elle est drainée par l'Auloue, le Sousson et par divers autres petits cours d'eau. La commune possède un patrimoine naturel remarquable composé de quatre zones naturelles d'intérêt écologique, faunistique et floristique.
Saint-Jean-le-Comtal est une commune rurale qui compte 386 habitants en 2022.  Elle fait partie de l'aire d'attraction d'Auch. Ses habitants sont appelés les Saint-Jeannais ou  Saint-Jeannaises.

## Géographie

### Localisation
Saint-Jean-le-Comtal est une commune de Gascogne située dans l'aire d'attraction d'Auch, sur le Sousson.

### Communes limitrophes
Les communes limitrophes sont Barran, Durban, L'Isle-de-Noé, Labéjan, Lamazère, Lasséran, Lasseube-Propre et Miramont-d'Astarac.
| Barran                                   | Lasséran             |                 |
| L'Isle-de-Noé                            | Saint-Jean-le-Comtal | Lasseube-Propre |
| Lamazère (sur 100 m), Miramont-d'Astarac | Labéjan              | Durban          |

### Géologie et relief
Saint-Jean-le-Comtal se situe en zone de sismicité 2 (sismicité faible).

### Hydrographie

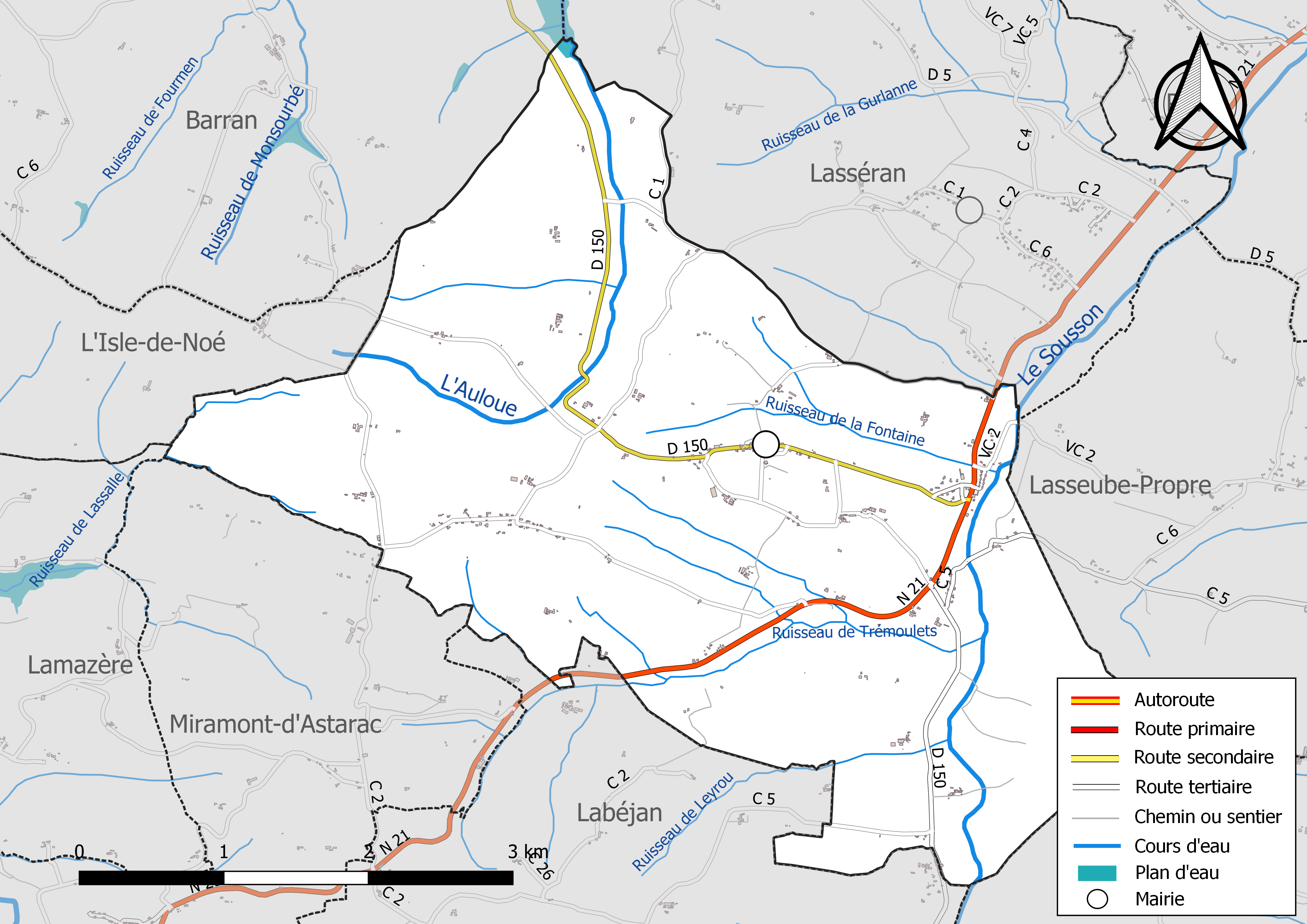
Réseaux hydrographique et routier de Saint-Jean-le-Comtal.

La commune est dans le bassin de la Garonne, au sein du bassin hydrographique Adour-Garonne. Elle est drainée par l'Auloue, le Sousson, le ruisseau de la Fontaine, le ruisseau de Lassalle le ruisseau de Leyrou le ruisseau de Trémoulets et par divers petits cours d'eau, qui constituent un réseau hydrographique de 24 km de longueur totale,.
L'Auloue, d'une longueur totale de 45,4 km, prend sa source dans la commune de L'Isle-de-Noé et s'écoule vers le nord. Il traverse la commune et se jette dans la Baïse à Valence-sur-Baïse, après avoir traversé 16 communes.
Le Sousson, d'une longueur totale de 33,8 km, prend sa source dans la commune d'Aujan-Mournède et s'écoule vers le nord. Il traverse la commune et se jette dans le Gers à Auch, après avoir traversé 15 communes.

### Climat
Pour des articles plus généraux, voir Climat de l'Occitanie et Climat du Gers.
En 2010, le climat de la commune est de type climat du Bassin du Sud-Ouest, selon une étude s'appuyant sur une série de données couvrant la période 1971-2000. En 2020, Météo-France publie une typologie des climats de la France métropolitaine dans laquelle la commune est exposée à un climat océanique altéré et est dans la région climatique Aquitaine, Gascogne, caractérisée par une pluviométrie abondante au printemps, modérée en automne, un faible ensoleillement au printemps, un été chaud (19,5 °C), des vents faibles, des brouillards fréquents en automne et en hiver et des orages fréquents en été (15 à 20 jours).
Pour la période 1971-2000, la température annuelle moyenne est de 13 °C, avec une amplitude thermique annuelle de 15,3 °C. Le cumul annuel moyen de précipitations est de 796 mm, avec 10,1 jours de précipitations en janvier et 6,3 jours en juillet. Pour la période 1991-2020, la température moyenne annuelle observée sur la station météorologique la plus proche, située sur la commune d'Auch à 9 km à vol d'oiseau, est de 13,5 °C et le cumul annuel moyen de précipitations est de 695,8 mm,. Pour l'avenir, les paramètres climatiques de la commune estimés pour 2050 selon différents scénarios d'émission de gaz à effet de serre sont consultables sur un site dédié publié par Météo-France en novembre 2022.

### Milieux naturels et biodiversité
L’inventaire des zones naturelles d'intérêt écologique, faunistique et floristique (ZNIEFF) a pour objectif de réaliser une couverture des zones les plus intéressantes sur le plan écologique, essentiellement dans la perspective d’améliorer la connaissance du patrimoine naturel national et de fournir aux différents décideurs un outil d’aide à la prise en compte de l’environnement dans l’aménagement du territoire.
Trois ZNIEFF de type 1 sont recensées sur la commune :
- les « coteaux du Sousson » (772 ha), couvrant 6 communes du département[14] ;
- la « mosaïque de milieux à Lasseran » (287 ha), couvrant 2 communes du département[15] ;
- la « retenue collinaire et mosaïque de milieux du domaine de la Castagnère » (464 ha), couvrant 3 communes du département[16] ;

et une ZNIEFF de type 2, : 
les « coteaux du Sousson de Samaran à Pavie » (2 695 ha), couvrant 14 communes du département.

Carte des ZNIEFF de type 1 et 2 à Saint-Jean-le-Comtal.
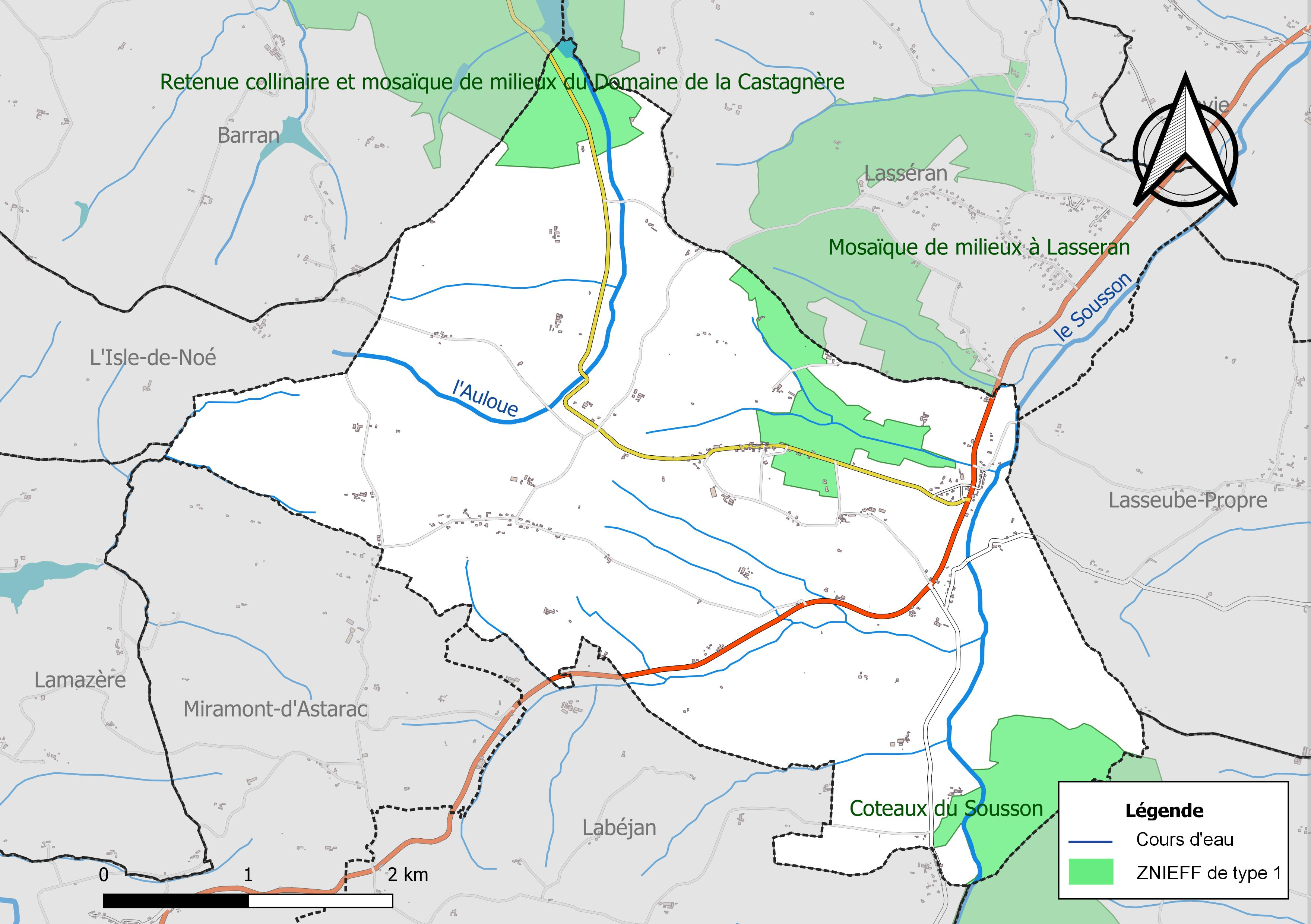
Carte des ZNIEFF de type 1 sur la commune.
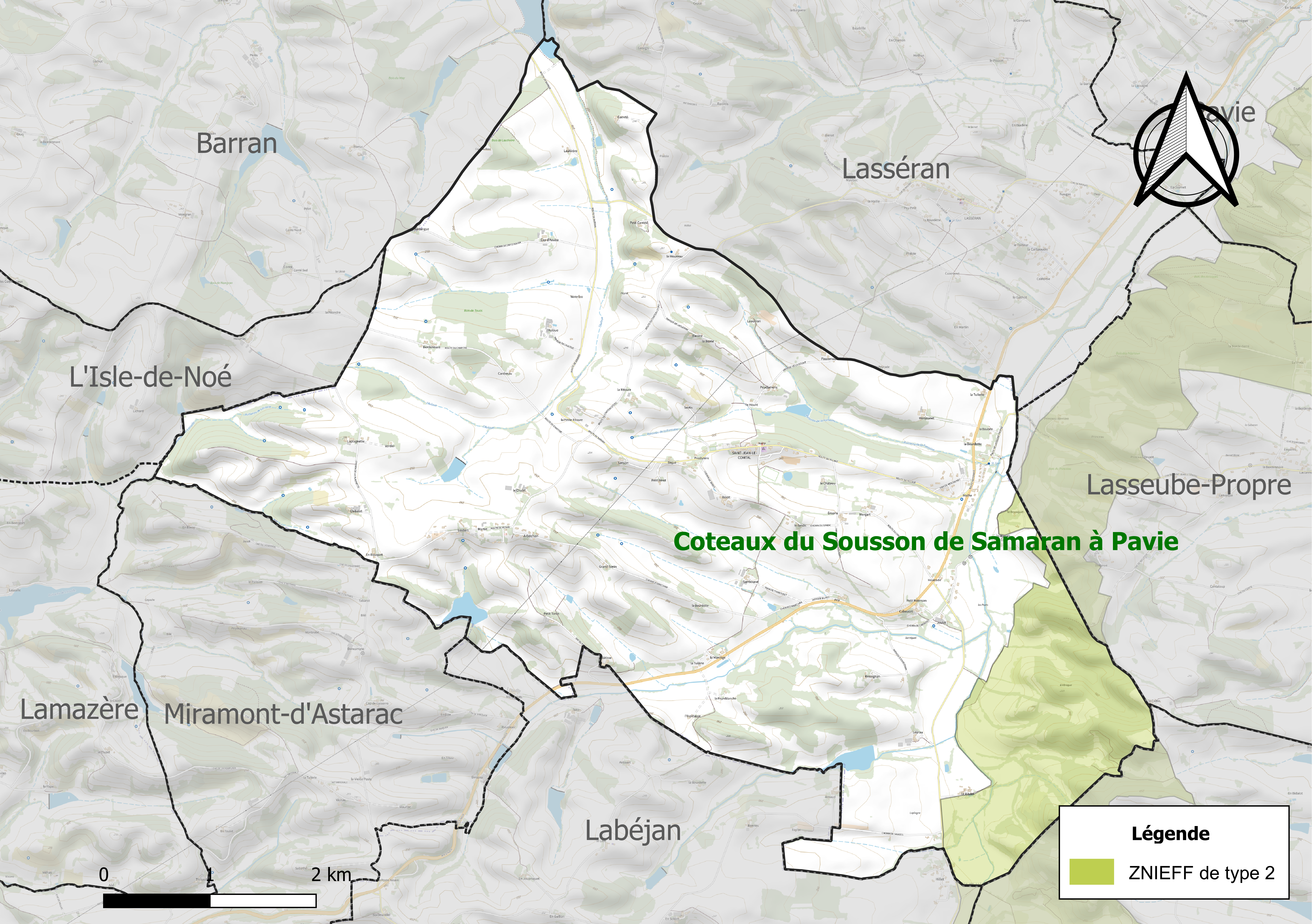
Carte de la ZNIEFF de type 2 sur la commune.

## Urbanisme

### Typologie
Au 1er janvier 2024, Saint-Jean-le-Comtal est catégorisée commune rurale à habitat très dispersé, selon la nouvelle grille communale de densité à sept niveaux définie par l'Insee en 2022.
Elle est située hors unité urbaine. Par ailleurs la commune fait partie de l'aire d'attraction d'Auch, dont elle est une commune de la couronne,. Cette aire, qui regroupe 112 communes, est catégorisée dans les aires de 50 000 à moins de 200 000 habitants,.

### Occupation des sols
L'occupation des sols de la commune, telle qu'elle ressort de la base de données européenne d’occupation biophysique des sols Corine Land Cover (CLC), est marquée par l'importance des territoires agricoles (94,3 % en 2018), en augmentation par rapport à 1990 (92,8 %). La répartition détaillée en 2018 est la suivante : 
zones agricoles hétérogènes (89,5 %), forêts (5,5 %), terres arables (4,9 %), eaux continentales (0,1 %). L'évolution de l’occupation des sols de la commune et de ses infrastructures peut être observée sur les différentes représentations cartographiques du territoire : la carte de Cassini (XVIIIe siècle), la carte d'état-major (1820-1866) et les cartes ou photos aériennes de l'IGN pour la période actuelle (1950 à aujourd'hui).

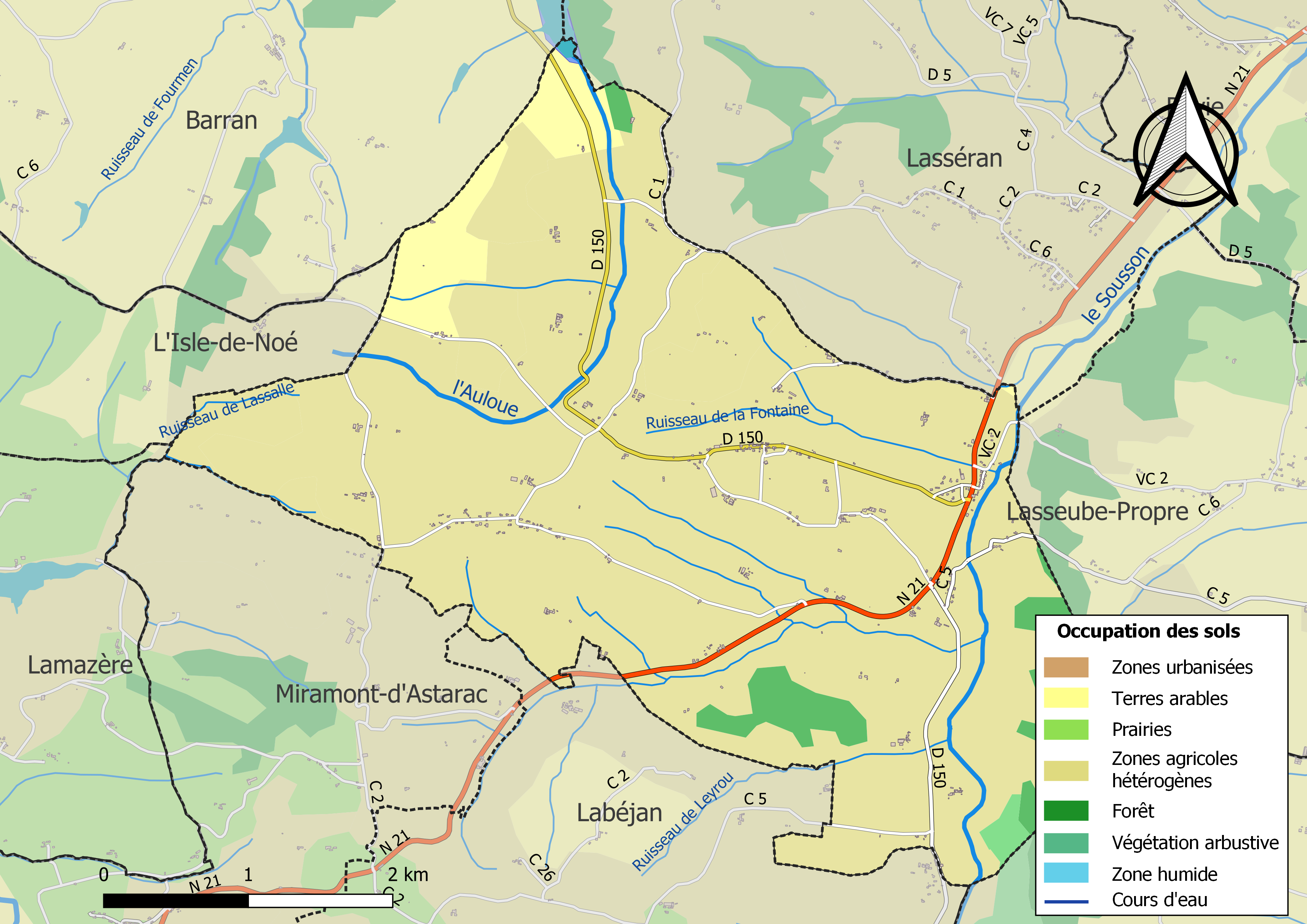
Carte des infrastructures et de l'occupation des sols de la commune en 2018 (CLC).

### Risques majeurs
Le territoire de la commune de Saint-Jean-le-Comtal est vulnérable à différents aléas naturels : météorologiques (tempête, orage, neige, grand froid, canicule ou sécheresse) et séisme (sismicité faible). Un site publié par le BRGM permet d'évaluer simplement et rapidement les risques d'un bien localisé soit par son adresse soit par le numéro de sa parcelle.

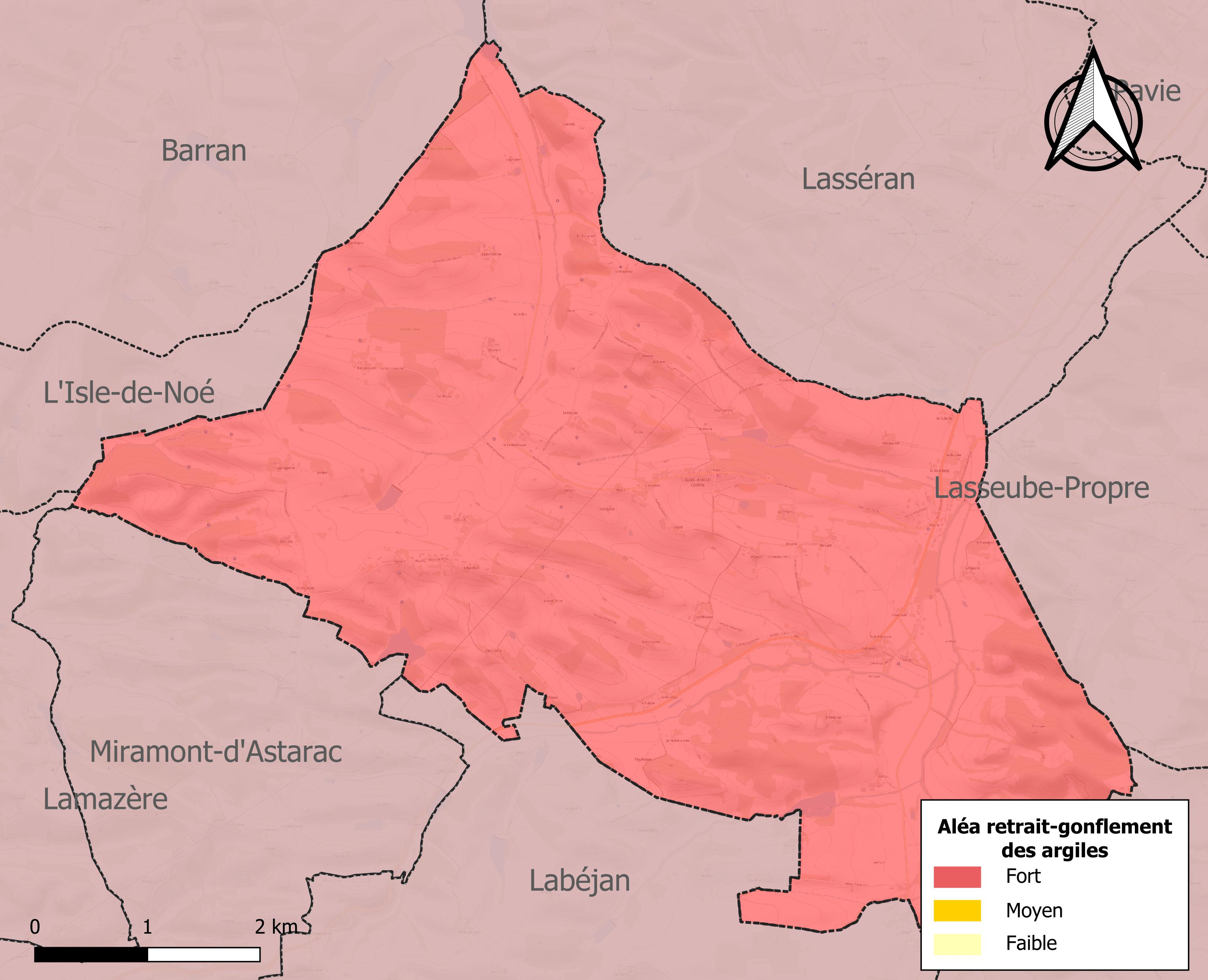
Carte des zones d'aléa retrait-gonflement des sols argileux de Saint-Jean-le-Comtal.

Le retrait-gonflement des sols argileux est susceptible d'engendrer des dommages importants aux bâtiments en cas d’alternance de périodes de sécheresse et de pluie. La totalité de la commune est en aléa moyen ou fort (94,5 % au niveau départemental et 48,5 % au niveau national). Sur les 185 bâtiments dénombrés sur la commune en 2019, 185 sont en aléa moyen ou fort, soit 100 %, à comparer aux 93 % au niveau départemental et 54 % au niveau national. Une cartographie de l'exposition du territoire national au retrait gonflement des sols argileux est disponible sur le site du BRGM,.
Par ailleurs, afin de mieux appréhender le risque d’affaissement de terrain, l'inventaire national des cavités souterraines permet de localiser celles situées sur la commune.
La commune a été reconnue en état de catastrophe naturelle au titre des dommages causés par les inondations et coulées de boue survenues en 1999, 2003 et 2009. Concernant les mouvements de terrains, la commune a été reconnue en état de catastrophe naturelle au titre des dommages causés par la sécheresse en 1989, 2012, 2016 et 2019 et par des mouvements de terrain en 1999.

## Politique et administration

### Liste des maires
| Période                                  | Période  | Identité    | Étiquette | Qualité                    |
| ---------------------------------------- | -------- | ----------- | --------- | -------------------------- |
| mars 2001                                | 2014     | Jean Soenen |           |                            |
| mars 2014                                | En cours | Éric Bonnet | DVD       | Agent général d'assurances |
| Les données manquantes sont à compléter. |          |             |           |                            |

## Population et société

### Démographie
| 1793 | 1800 | 1806 | 1821 | 1831 | 1841 | 1846 | 1851 | 1856 |
| ---- | ---- | ---- | ---- | ---- | ---- | ---- | ---- | ---- |
| 279  | 211  | 376  | 380  | 444  | 508  | 502  | 517  | 513  |

| 1861 | 1866 | 1872 | 1876 | 1881 | 1886 | 1891 | 1896 | 1901 |
| ---- | ---- | ---- | ---- | ---- | ---- | ---- | ---- | ---- |
| 414  | 455  | 501  | 455  | 468  | 453  | 437  | 416  | 405  |

| 1906 | 1911 | 1921 | 1926 | 1931 | 1936 | 1946 | 1954 | 1962 |
| ---- | ---- | ---- | ---- | ---- | ---- | ---- | ---- | ---- |
| 392  | 351  | 319  | 343  | 310  | 331  | 292  | 316  | 309  |

| 1968 | 1975 | 1982 | 1990 | 1999 | 2006 | 2011 | 2016 | 2021 |
| ---- | ---- | ---- | ---- | ---- | ---- | ---- | ---- | ---- |
| 331  | 286  | 333  | 318  | 348  | 375  | 391  | 408  | 394  |

| 2022 | - | - | - | - | - | - | - | - |
| ---- | - | - | - | - | - | - | - | - |
| 386  | - | - | - | - | - | - | - | - |

## Économie

### Revenus
En 2018  (données Insee publiées en septembre 2021), la commune compte 159 ménages fiscaux, regroupant 395 personnes. La médiane du revenu disponible par unité de consommation est de 22 120 € (20 820 € dans le département).

### Emploi
|                | 2008  | 2013  | 2018  |
| -------------- | ----- | ----- | ----- |
| Commune        | 2,7 % | 2,5 % | 7,1 % |
| Département    | 6,1 % | 7,5 % | 8,2 % |
| France entière | 8,3 % | 10 %  | 10 %  |

En 2018, la population âgée de 15 à 64 ans s'élève à 258 personnes, parmi lesquelles on compte 82,3 % d'actifs (75,2 % ayant un emploi et 7,1 % de chômeurs) et 17,7 % d'inactifs,. Depuis 2008, le taux de chômage communal (au sens du recensement) des 15-64 ans est inférieur à celui de la France et du département.
La commune fait partie de la couronne de l'aire d'attraction d'Auch, du fait qu'au moins 15 % des actifs travaillent dans le pôle,. Elle compte 53 emplois en 2018, contre 55 en 2013 et 58 en 2008. Le nombre d'actifs ayant un emploi résidant dans la commune est de 195, soit un indicateur de concentration d'emploi de 27,2 % et un taux d'activité parmi les 15 ans ou plus de 62,9 %.
Sur ces 195 actifs de 15 ans ou plus ayant un emploi, 30 travaillent dans la commune, soit 16 % des habitants. Pour se rendre au travail, 92,2 % des habitants utilisent un véhicule personnel ou de fonction à quatre roues, 0,5 % les transports en commun, 1 % s'y rendent en deux-roues, à vélo ou à pied et 6,2 % n'ont pas besoin de transport (travail au domicile).

### Activités hors agriculture
33 établissements sont implantés  à Saint-Jean-le-Comtal au 31 décembre 2019. Le tableau ci-dessous en détaille le nombre par secteur d'activité et compare les ratios avec ceux du département,.
| Secteur d'activité                                                                                        | Commune | Commune | Département |
| Secteur d'activité                                                                                        | Nombre  | %       | %           |
| --- | ------- | ------- | ----------- |
| Ensemble                                                                                                  | 33      |         |             |
| Industrie manufacturière, industries extractives et autres                                                | 7       | 21,2 %  | (12,3 %)    |
| Construction                                                                                              | 9       | 27,3 %  | (14,6 %)    |
| Commerce de gros et de détail, transports, hébergement et restauration                                    | 3       | 9,1 %   | (27,7 %)    |
| Activités financières et d'assurance                                                                      | 2       | 6,1 %   | (3,5 %)     |
| Activités immobilières                                                                                    | 1       | 3 %     | (5,2 %)     |
| Activités spécialisées, scientifiques et techniques et activités de services administratifs et de soutien | 5       | 15,2 %  | (14,4 %)    |
| Administration publique, enseignement, santé humaine et action sociale                                    | 3       | 9,1 %   | (12,3 %)    |
| Autres activités de services                                                                              | 3       | 9,1 %   | (8,3 %)     |

Le secteur de la construction est prépondérant sur la commune puisqu'il représente 27,3 % du nombre total d'établissements de la commune (9 sur les 33 entreprises implantées  à Saint-Jean-le-Comtal), contre 14,6 % au niveau départemental.

### Agriculture
La commune est dans le « Haut-Armagnac », une petite région agricole occupant le centre du département du Gers. En 2020, l'orientation technico-économique de l'agriculture  sur la commune est la polyculture et/ou le polyélevage.
|               | 1988  | 2000  | 2010  | 2020  |
| ------------- | ----- | ----- | ----- | ----- |
| Exploitations | 34    | 21    | 22    | 17    |
| SAU (ha)      | 1 595 | 1 380 | 1 175 | 1 069 |

Le nombre d'exploitations agricoles en activité et ayant leur siège dans la commune est passé de 34 lors du recensement agricole de 1988  à 21 en 2000 puis à 22 en 2010 et enfin à 17 en 2020, soit une baisse de 50 % en 32 ans. Le même mouvement est observé à l'échelle du département qui a perdu pendant cette période 51 % de ses exploitations,. La surface agricole utilisée sur la commune a également diminué, passant de 1 595 ha en 1988 à 1 069 ha en 2020. Parallèlement la surface agricole utilisée moyenne par exploitation a augmenté, passant de 47 à 63 ha.

## Culture locale et patrimoine

### Lieux et monuments
- Église Saint-Jean-Baptiste.
- Château de Monlaur. Le château du Val, ou de Monlaur, n’est plus aujourd’hui désigné que comme « Le Château » sur la carte IGN[32]. Par son mariage avec Anne de Laffont, héritière du Val, le comte Thomas d’Escoubès de Monlaur, issu d'une famille de bourgeois auscitains anoblis, s’installe au château en 1692 et le bâtiment est profondément remanié au siècle suivant. La lignée s’éteint en 1930 avec Camille de Monlaur : le château est alors abandonné. Il perd ses annexes (parc, orangerie, folie, tour, pigeonnier) visibles sur cadastre du début du XIXe siècle[33]. Propriété privée, ne se visite pas.

### Personnalités liées à la commune
● Arthur Cantineau (2006-) : Ancien vice-champion régional de pétanque, née à Saint-Jean-le-Comtal.

● Valentin Breil (1972- ) : Architecte ayant participé à la construction de la réplique de la Tour Eiffel de Tourcoing.

### Héraldique
| Blason de Saint-Jean-le-Comtal | Blason  | D'or à deux lions affrontés d'azur tenant un monde du même, cintré et croiseté du champ. Devise / CriVirtus auro potior |
| Blason de Saint-Jean-le-Comtal | Détails | Adopté par la municipalité.                                                                                             |